# Chris Woodruff
Christopher Massey Woodruff (ur. 2 stycznia 1973 w Knoxville) – amerykański tenisista, reprezentant w Pucharze Davisa.

## Kariera tenisowa
Karierę sportową Woodruff rozpoczął w 1993 roku, a zakończył w 2002 roku.
W grze pojedynczej odniósł 2 zwycięstwa w turniejach rangi ATP World Tour oraz był uczestnikiem 2 finałów. W 2000 roku awansował do ćwierćfinału wielkoszlemowego Australian Open. Wyeliminował m.in. w 4 rundzie po pięciosetowym meczu Tima Henmana, a został wyeliminowany w trzech setach przez Pete’a Samprasa.
W grze podwójnej Woodruff osiągnął 3 finały turniejowe.
Amerykanin w sezonie 2000 reprezentował Stany Zjednoczone w Pucharze Davisa. Rozegrał 1 przegrany pojedynek deblowy oraz odniósł 1 zwycięstwo i 1 porażkę z singlu.
Najwyżej sklasyfikowany w rankingu singlistów był na 29. miejscu w sierpniu 1997 roku, z kolei w zestawieniu deblistów w listopadzie 1996 roku zajmował 73. pozycję.

### Finały w turniejach ATP World Tour
| Legenda                                      |
| -------------------------------------------- |
| Wielki Szlem                                 |
| Igrzyska olimpijskie                         |
| Tennis Masters Cup / ATP Finals              |
| ATP Masters Series / ATP Tour Masters 1000   |
| ATP International Series Gold / ATP Tour 500 |
| ATP International Series / ATP Tour 250      |

#### Gra pojedyncza (2–2)
| Końcowy wynik | Nr | Data            | Turniej       | Nawierzchnia    | Przeciwnik        | Wynik finału     |
| ------------- | -- | --------------- | ------------- | --------------- | ----------------- | ---------------- |
| Finalista     | 1. | 3 marca 1996    | Filadelfia    | Dywanowa (hala) | Jim Courier       | 4:6, 3:6         |
| Finalista     | 2. | 19 maja 1996    | Coral Springs | Ceglana         | Jason Stoltenberg | 6:7(4), 6:2, 5:7 |
| Zwycięzca     | 1. | 3 sierpnia 1997 | Montreal      | Twarda          | Gustavo Kuerten   | 7:5, 4:6, 6:3    |
| Zwycięzca     | 2. | 11 lipca 1999   | Newport       | Trawiasta       | Kenneth Carlsen   | 6:7(5), 6:4, 6:4 |

#### Gra podwójna (0–3)
| Końcowy wynik | Nr | Data              | Turniej    | Nawierzchnia  | Partner         | Przeciwnicy                      | Wynik finału  |
| ------------- | -- | ----------------- | ---------- | ------------- | --------------- | -------------------------------- | ------------- |
| Finalista     | 1. | 21 lipca 1996     | Waszyngton | Twarda        | Doug Flach      | Grant Connell Scott Davis        | 6:7, 6:3, 3:6 |
| Finalista     | 2. | 10 listopada 1996 | Sztokholm  | Twarda (hala) | Todd Martin     | Patrick Galbraith Jonathan Stark | 6:7, 4:6      |
| Finalista     | 3. | 11 lipca 1999     | Newport    | Trawiasta     | Sarkis Sarksjan | Wayne Arthurs Leander Paes       | 7:6, 6:7, 3:6 |